# Quebrada La Volcana
La quebrada La Volcana es una importante corriente hídrica del suroriente de la ciudad de Medellín. Además es una de las más relevantes del Poblado.

## Cauce y hechos históricos
La Volcana nace a 2700 metros sobre el nivel del mar en la divisoria de aguas que separa el Valle de Aburrá del Valle de San Nicolás, en la parte superior de alto de las palmas, recorre la vereda homónima en el sector de San Joaquín y luego se interna en la comuna El Poblado, recorriendo numerosos barrios como Los Balsos y La Aguacatala.
Esta quebrada recorre en cauce natural un buen tramo, principalmente porque se convierte en ornamentación de muchas fincas y residencias cerradas, recibiendo además numerosas acequias de sus afluentes o incluso de afluentes de La Aguacatala. Pasa además cerca al centro comercial Oviedo y en su parte baja es cubierta a su paso por la universidad EAFIT por medio de un box coulvert, hasta su desembocadura en el río Medellín.
En la parte baja sus aguas son más contaminadas que otras quebradas del sector, sin embargo comparativamente con otras de Medellín, esta presenta una calidad más aceptable.

### Afluentes
A la quebrada la Volcana desaguan las quebradas Los Balsos (principal afluente), entre otras corrientes menores.